# Bongo Flava
Sous-genres
Singeli
La Bongo Flava, ou simplement Bongo, est le surnom de la musique tanzanienne. Le genre se développe dans les années 1990, principalement comme un dérivé du hip-hop américain, avec des influences du reggae, du RnB, de l'afrobeat, du dancehall, et des styles traditionnels tanzaniens comme le twarab et le dansi, un mélange qui forme un style musical unique. Les paroles du Bongo Flava sont généralement en swahili ou en anglais. 

## Étymologie
Le nom « Bongo » de Bongo Flava vient du kiswahili et signifie généralement « cerveau, intelligence, habileté », mais peut aussi signifier « malade mental ». Bongo est la forme augmentative de Ubongo, qui signifie « nation cérébrale » (Brainland) en kiswahili. Flava est un terme kiswahili pour « saveur » (Flavour). Ubongo est un terme utilisé à l'origine, et toujours utilisé en Tanzanie, pour désigner la ville de Dar es Salam. En dehors de la Tanzanie, Ubongo fait souvent référence à la Tanzanie. Le terme Ubongo trouve son origine dans un discours prononcé par le président Mwalimu Nyerere à la fin des années 1970, à une époque très difficile, à la suite des chocs pétroliers mondiaux et à la guerre de Kagera contre l'Ouganda. Mwalimu Nyerere a déclaré que seule une nation cérébrale (en kiswahili Ubongo) pouvait, et allait, surmonter les défis difficiles auxquels la Tanzanie était confrontée. Malheureusement, la situation s'est encore aggravée pour la Tanzanie et, au début des années 1980, Dar es Salaam se désignait principalement par le nom Jua Kali (soleil brûlant/le monde tourne/le vertige), mais aussi par Ubongo. Le terme Ubongo était utilisé comme un moyen astucieux de dire à la fois que la survie à Dar es Salaam nécessitait des cerveaux et de l'intelligence, mais qu'elle était également remplie de personnes mentalement dérangées,.

## Histoire
Le Bongo Flava est une évolution divergente du muziki wa kizazi kipya, c'est-à-dire de la « musique des nouvelles générations », qui a émergé parmi les jeunes de la classe moyenne du district de Kinondoni de Dar es Salam entre le milieu des années 1980 et les années 1990. Taji Liundi, également connu sous le nom de Master T, créateur et producteur de l'émission DJ Show, avait déjà commencé à diffuser des chansons d'artistes locaux débutants à la fin de l'année 1994. Les animateurs Mike Muhagama et Taji Liundi ont ouvert la voie du soutien radiophonique aux artistes locaux. Mike Mhagama a finalement rejoint l'émission populaire en tant que stagiaire de Taji Liundi et a également produit et présenté l'émission seul après le départ de Taji Liundi de Radio One en 1996.
La « Bongo Flava » existait bien avant l'apparition du genre. Les jeunes de Dar es Salam rappaient lors de concerts sur la plage (organisés par Joseph Kusaga et Ruge Mutahaba, propriétaires de la discothèque Mawingu, des studios Mawingu et ensuite du Clouds Media Group), dans des salles de concert locales et participaient à la première compétition officielle de rap appelée Yo! Rap Bonanza, dont la promotion est assurée par Abdulhakim « DJ Kim » Magomelo dans le cadre de sa société de promotion Kim and the Boyz.
Au début des années 1990, Adili ou Nigga One est l'une des figures emblématiques des artistes de la scène ouverte.
Le premier artiste dub influent du genre est Saleh Jabir (Saleh J.) qui rappe en kiswahili sur la version instrumentale de Ice Ice Baby de Vanilla Ice en abordant des sujets sociétaux, faisant du kiswahili une langue viable pour le rap. Elle devient le premier morceau de rap tanzanien à être diffusé à la radio tanzanienne.
L'un des premiers groupes à avoir enregistré et livré un CD à Radio One pour diffusion est le Mawingu Band, un groupe devenu extrêmement populaire au début de l'année 1994. Il a enregistré dans les studios Mawingu. Ses membres étaient Othman Njaidi, Eliudi Pemba, Columba Mwingira, Sindila Assey, Angela, Robert Chuwa, Boniface Kilosa (alias DJ Boni Love) et, plus tard, Pamela, qui a chanté la célèbre accroche de leur premier single RnB/rap Oya Msela. La chanson devient tellement populaire et en avance sur son temps que l'étiquette Msela est restée. Msela est le mot swahili qui signifie ruffian.
La radio Clouds FM se lance sur les ondes en 1999 avec l'objectif de toucher une audience jeune, et devient l'un des principaux relais de diffusion de Bongo Flava. La chaîne croît rapidement et se diversifie dans la production et l'évènementiel, devenant une rampe de lancement pour les artistes de Bongo Flava. Le piratage reste alors un frein au potentiel de développement économique de ce style musical en émergence.
La Bongo Flava commence à faire des vagues en Afrique sur les principaux marchés tels que le Nigeria, le Ghana et l'Afrique du Sud vers 2014 lorsque Diamond Platnumz sort son tube My Number One et son remix avec la star nigériane Davido. C'est également à cette époque que différentes chaînes musicales africaines commencent à donner une rotation importante aux chansons de Bongo Flava de différents poids lourds tels que Diamond Platnumz, Vanessa Mdee, Joh Makini, Navy Kenzo et bien d'autres. Depuis, différentes stars de Bongo Flava travaillent avec des artistes nigérians et d'autres pays. Diamond Platnumz travaille avec KCEE, Rema, Chike, Koffi Olomide, Adekunle Gold, Omarion et Morgan Heritage.

## Caractéristiques
La Bongo Flava est un style musical populaire au sein de la jeunesse tanzanienne, mais aussi dans les pays voisins, culturellement connexes tels que le Kenya et l'Ouganda. Une radio de Bongo Flava, Bongo Radio, se trouve à Chicago, dans l'Illinois.
Alors que le Bongo Flava est clairement lié au hip-hop américain, il est aussi clairement différent de son homologue occidental. Comme l'explique le site web bongoflava.com, « ces gars-là n'ont pas besoin de copier leurs frères en Amérique, mais ils ont un sens très sûr de qu'ils sont...». Le son « a ses racines dans le rap, RnB et hip-hop en provenance d'Amérique, mais les modèles récents sont repris à part et remis ensemble à l'africaine. » Là où le hip-hop américain peut sembler violent, misogyne, ou raciste, le Bongo Flava opte pour une attitude plus sociale et spirituelle, et n'intègre en rien les apects "gangsta" et "bling-bling" caractéristiques du hip-hop américain.
L'artiste de Bongo Flava typique s'identifie avec la mselah. C'est dans ce sens que, par exemple, les membres du crew de hip-hop Afande Sele se disent watu pori, c'est-à-dire, des « hommes de la savane ». Une sorte de manifeste de l'idéologie mselah est donnée par la chanson Mselah Jeladu chanteur Nature Juma, qui définit la mselah, entre autres, comme « être une personne honnête de cœur sincère » (Mselah ni mtu safi, na ana moyo safi). Conformément à la tradition du hip-hop occidental (représentée par le groupe pionnier Afrika Bambaataa), les paroles du Bongo Flava s'attaquent généralement à des problèmes sociaux et politiques tels que la pauvreté, la corruption politique, la superstition et le SIDA, souvent avec une intention plus ou moins explicite d'enseignement, une approche qui est parfois appelé « edutainment »,. En 2003, l'artiste Mwanafalsafa est nommé meileur artiste hip-hop aux Kili Music Awards pour sa chanson sur le SIDA, Alikufa Kwa Ngoma. 
Les artistes de Bongo Flava manquent durement de structures de production, et beaucoup gagnent très peu sur la distribution de leur morceaux. 

## Concerts et festivals
L'un des premiers festivals à faire la promotion du Bongo Flava est Fiesta, organisé par Clouds Media Group (groupe Clouds FM). Fiesta a contribué à propager la vague Bongo Flava dans toute la Tanzanie. Diamond Platnumz, Ali Kiba, Rayvanny, Marioo, Country Wizzy, Kusah, Rich Mavoko, Nandy, Phina, Ben Pol se sont produits sur la scène du festival Fiesta,.
Le festival de musique populaire tanzanienne Mziki Mnene, organisé par EFM Limited, présente différents talents de Bongo Flava. Chidi Benz, Makomando, Izzo Bizness, Bob Junior et Kayumba se sont produits sur la scène du festival Mziki Mnene,,.
Le festival de musique populaire tanzanienne Wasafi Festival, organisé par Wasafi Media, proposent des artistes de Bongo Flava en têtes d'affiche. Diamond Platnumz, Zuchu, Rayvanny, Billnass, Young Lunya, Mbosso, Marioo se sont produits sur la scène du festival Wasafi Medi,,.

## Artistes notables
Parmi les artistes les plus populaires de la Bongo Flava, on peut citer : Juma Nature, Professor Jay, Afande Sele, Solothang, Mwana Fa, Lady Jaydee, Jay Moe, Ray C, Q Chillah, Ali Kiba, Mr. Blue, Diamond Platnumz, Vanessa Mdee, Black Rhyno, Crazy GK, MB Dog, Matonya, Steve R&B, Ne-Mo, Squeeza and Dataz, Cyrill, Jux, Belle 9, CP, Suma Lee, Ngwair, Noorah, Hardmad, Snoozer Sawatiking, Fid Q, X Maasai Plastaz, M. Ebbon, Gangwe Mobb, Wagosi Wa Kaya, Dully Sykes, Bizzman, Ferooz, Daz Nundaz, H. Baba, Recho, Harmonize.

### Filmographie
- Girlfriend (2003) de George Otiene Tyson, film sur la musique en Tanzanie dans lequel apparaissent de nombreux artistes du Bongo Flava (Lady Jay Dee, Crazy GK, AY, Juma Nature, Inspecta Haroun, Mike Tee et Jay Moe)